# Lóra
Lóra je karetní hra s mariášovými kartami o trestné body, která se v Čechách hraje především na Kladně. Jedná se o sérii sedmi her, kterou postupně za sebou hrají čtyři hráči a každý ještě navíc zakončuje maturitou. Její obdobou je německá hra Lorum.

## Historie a rozšíření
Turnaje v Lóře se každoročně pořádají na Kladně (národní mistrovství) a v nedaleké Unhošti. Z Kladna se hra rozšířila také na vysokoškolské koleje, například do Ústí nad Labem nebo Českých Budějovic. Na Kladně si hra získala oblibu mezi havíři a později studenty, pravděpodobně jí sem přinesli němečtí vojáci během druhé světové války.

## Pravidla

### Pojmy
- Hráči hrají: 4 tálie (7+1) her po 8 kolech, kromě opakování maturity a dříve vynesených trestných karet.
- Herní tah: je úkon, při kterém hráč, který je na řadě vykládá kartu nebo karty na stůl.
- Barvy: červené, kule, listy, žaludy.
- Pořadí karet od nejnižší: sedmička, osmička, devítka, desítka, spodek, svršek, král, eso.
- Pořadí her: Červené, Filky, Pr-po, Všechny, Bedrník, Kvarty, Desítky a Maturita.
- Štych: je balíček čtyř karet na konci tahu, který získá hráč s nejvyšší kartou v kole, může a nemusí obsahovat karty s trestnými body. Zpravidla mají hráči na konci hry před sebou dohromady 8 štychů.
- Trestné body: podle jednotlivých her, zpravidla 8 ve hře (kromě „Desítek“ a „Kvart“), počítají a zapisují se na konci každé hry to tabulky.
- Ťuky: jsou další trestné body ve hře „Desítky“, pokud hráč na tahu nemá kartu, ohlašují se zvoláním „ťuk“, případně ještě zaklepáním o stůl a zapisovatel za něj píše hráči čárku.

| Červené | Kule | Listy | Žaludy |
|         |      |       |        |

### Společná
První hráč začíná první „tálii“ (sérii všech sedmi her, kterou končí maturitou). Rozdává čtvrtý hráč v pořadí. Každý hráč po zamíchání dostane do ruky osm karet, které nikomu neukazuje. Hráči se v osmi kolech střídají po směru hodinových ručiček a vynášejí na stůl po jedné kartě lícem nahoru.
Po vynesení čtyř karet, získá hráč, který vynesl nejvyšší kartu v daném kole (systém „větší bere“) celý „štych“, položí si jej vedle sebe na stůl a začíná další kolo. Na konci každé jednotlivé hry si hráči spočítají trestné body a nahlásí je dohodnutému zapisovateli. Zpravidla musí dát součet osm (mimo her „Kvarty“ a „Desítky“).
Zapisovatel zapisuje do čtyř sloupců se jmény jen celkové součty trestných bodů po každé jednotlivé hře, případně pomlčku, pokud u některého hráče nenastala změna. Na okraji je možné připsat názvy nebo zkratky jednotlivých her. Po každé maturitě se součty podtrhnou. U „Desítek“ se zapisují ještě čárky za „ťuky“. Hráči mají možnost kdykoliv nahlédnout do výsledků.
Hra končí zahráním čtyř tálií včetně ukončení maturit všemi hráči, nebo pokud některý hráč neodmaturuje. Pořadí hráčů je podle nejnižšího počtu trestných bodů. Vítěz může být navíc nadto hráč který úspěšně zahrál „čistou stovku“, posledním hráčem pak hráč který neodmaturoval.
Soutěžní (závodní) pravidla se liší od klasické hry. Podle zvyku a dohody na začátku hry se někdy neuplatňují všechna pravidla. Rozdávající hráč by měl na začátku každé jednotlivé hry zopakovat její základní pravidla.
1. Hráči mají za úkol získat méně „trestných“ bodů než soupeři. Zpravidla osm trestných bodů za hru, kromě her „Desítky“ a „Kvarty“.
2. Prohrává hráč s nejvyšším počtem trestných bodů.
3. Vyšší karta bere.
4. Barva se musí přiznat.
5. Když hráč nemá kartu v barvě první karty kola, může přiložit libovolnou kartu libovolné barvy.
6. Pozor na první se dává – červený král při hře Bedrník se může dát do prvního štychu, pokud hráč nemusí přiznat barvu. Je to ale nesportovní, záleží na každém, jak se k tomu postaví.
7. Hráč, který nepřizná barvu, nebo předběhne jiného hráče, nebo „ťuká“ když má hratelnou kartu, nebo poruší jiné pravidlo, dostane osm trestných bodů za danou hru. (Nepovinné, závodní pravidla viz „renonc“.)
8. Hráč, který se blíží ke stovce, může (nejpozději před začátkem třetí tálie před rozdáním karet na Červené) ohlásit, že bude hrát „na 100“ (také „čistá stovka“), na konci hry musí mít přesně 100 trestných bodů a bude vítězem celé hry, jinak prohraje. (Nepovinné, na soutěžích nehrané)

### Závodní pravidla
odlišná, nebo navíc
- Harakiri

Je hra, která rozhodne o pořadí dvou hráčů se stejným počtem trestných bodů (druhé a třetí pořadí obsadili hráči se stejným počtem trestných bodů). Jedna hra, ve které se počítají trestné body z pěti herních forem (červené, filky, pr-po, všechny a Bedrník) a to jen těmto dvěma hráčům. Ani jeden z těchto hráčů nesmí být hráčem vynášejícím, aby nemohl být ve výhodě. Oba hráči mezi sebou soupeřící o pořadí si tedy musejí dát pozor obzvláště na všechny červené karty ve svých štychech, na první a poslední štych, na všechny filky, na všechny štychy a na Bedrníka, to vše se v této jediné hře počítá trestnými body. Vyšší příčku pořadí (tedy druhé místo) získá ten hráč, který má nižší počet trestných bodů. 
- Renonc

Renonc se počítá za všechny trestné body tedy 8 u desítek 12. Za renonc se považuje předhoz (vynesení karty dříve než jsme na tahu), vynesení červené barvy ve hře červené a bedrník (v případě, že máme na ruce ještě jinou barvu), nepřiznáním správné barvy (v případě, že máme barvu, která byla vynesena, ale vyneseme jinou), ťuknutím a zároveň zamlčením karty, která může být vynesena a je hratelná.
Za renonc se nepovažuje špatné rozdání karet.

## Jednotlivé hry

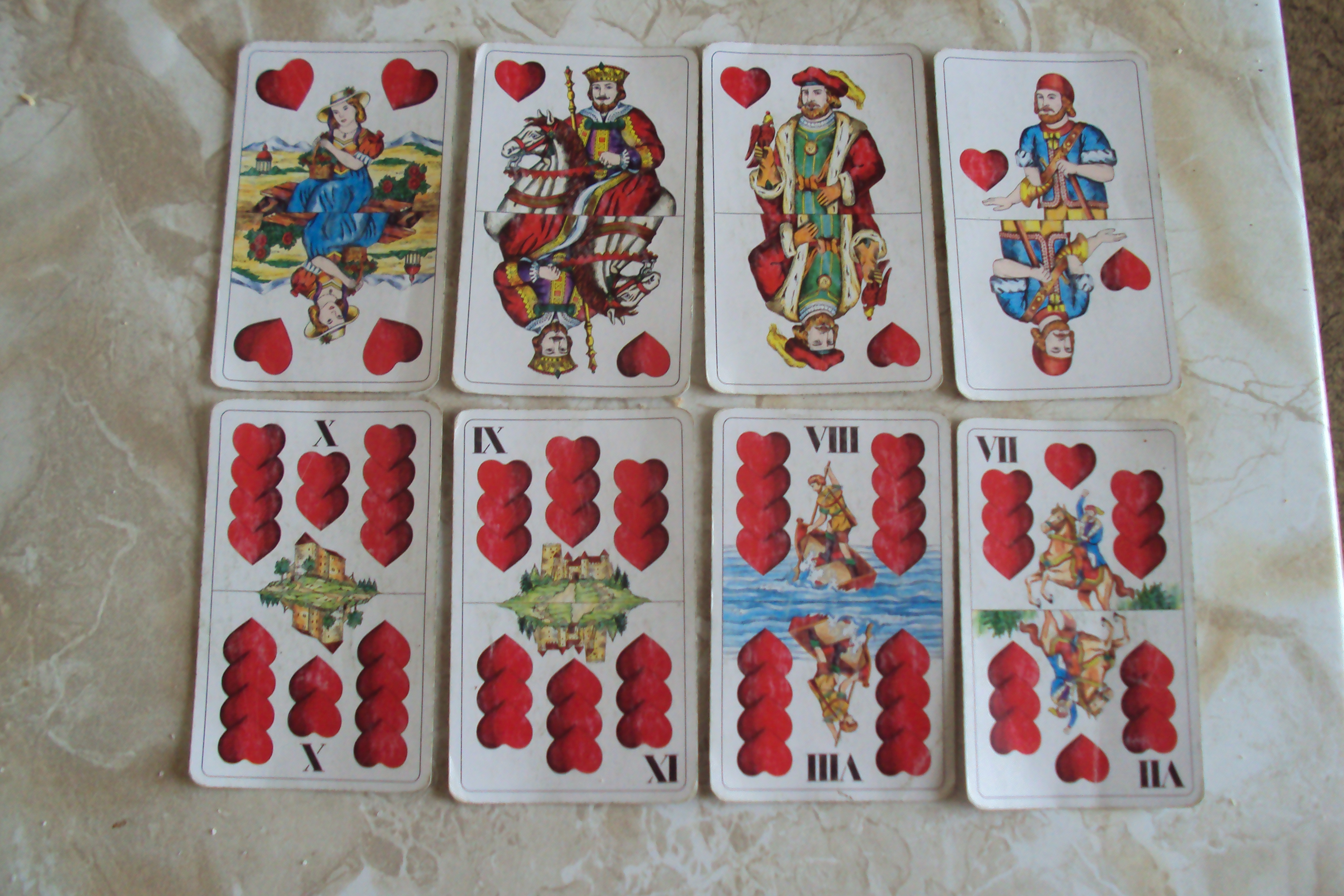
Ve hře „Červené“ je za každou červenou kartu 1 trestný bod

### Červené
Hraje se systémem větší bere. Červenou je možné vynést, až když začínající hráč nemá kartu jiné barvy. Za každou červenou kartu ve štychu je 1 trestný bod. Hra může skončit dříve, když dojdou hráčům červené karty.

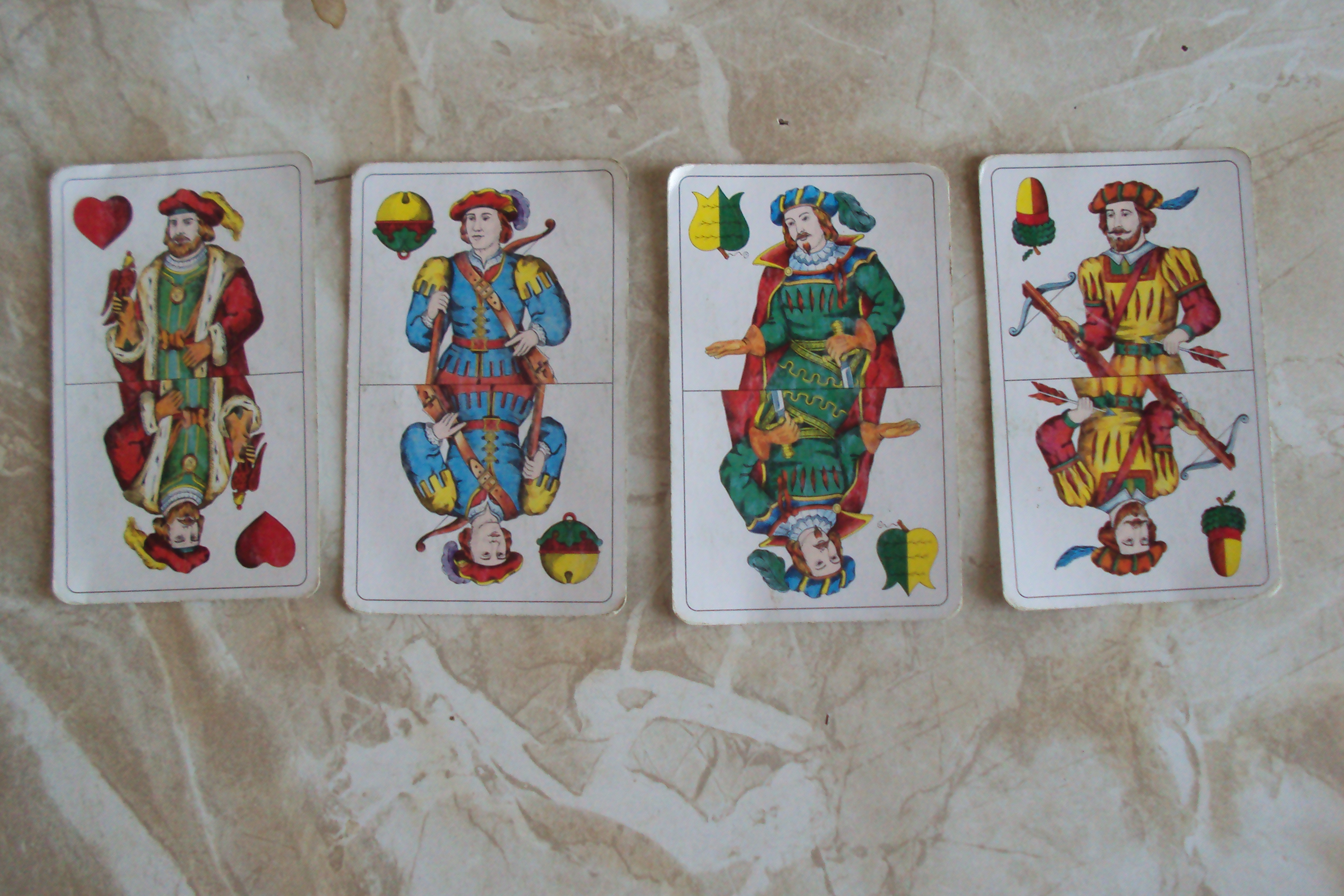
Ve hře „Filky“ jsou 2 trestné body za každého svrška

### Filky
Svršky. Hraje se systémem větší bere. Za každého filka (svrška) ve štychu jsou 2 trestné body. Hra může skončit dříve, když byly vynesené všechny filky.

### Pr-Po
První-poslední. Větší bere, 4 trestné body jsou za první a 4 za poslední štych. (Výhodné je zbavit se velkých karet v mezikolech.)

### Všechny
Všechny štychy (balíčky). Větší bere, 1 trestný bod za každý štych.

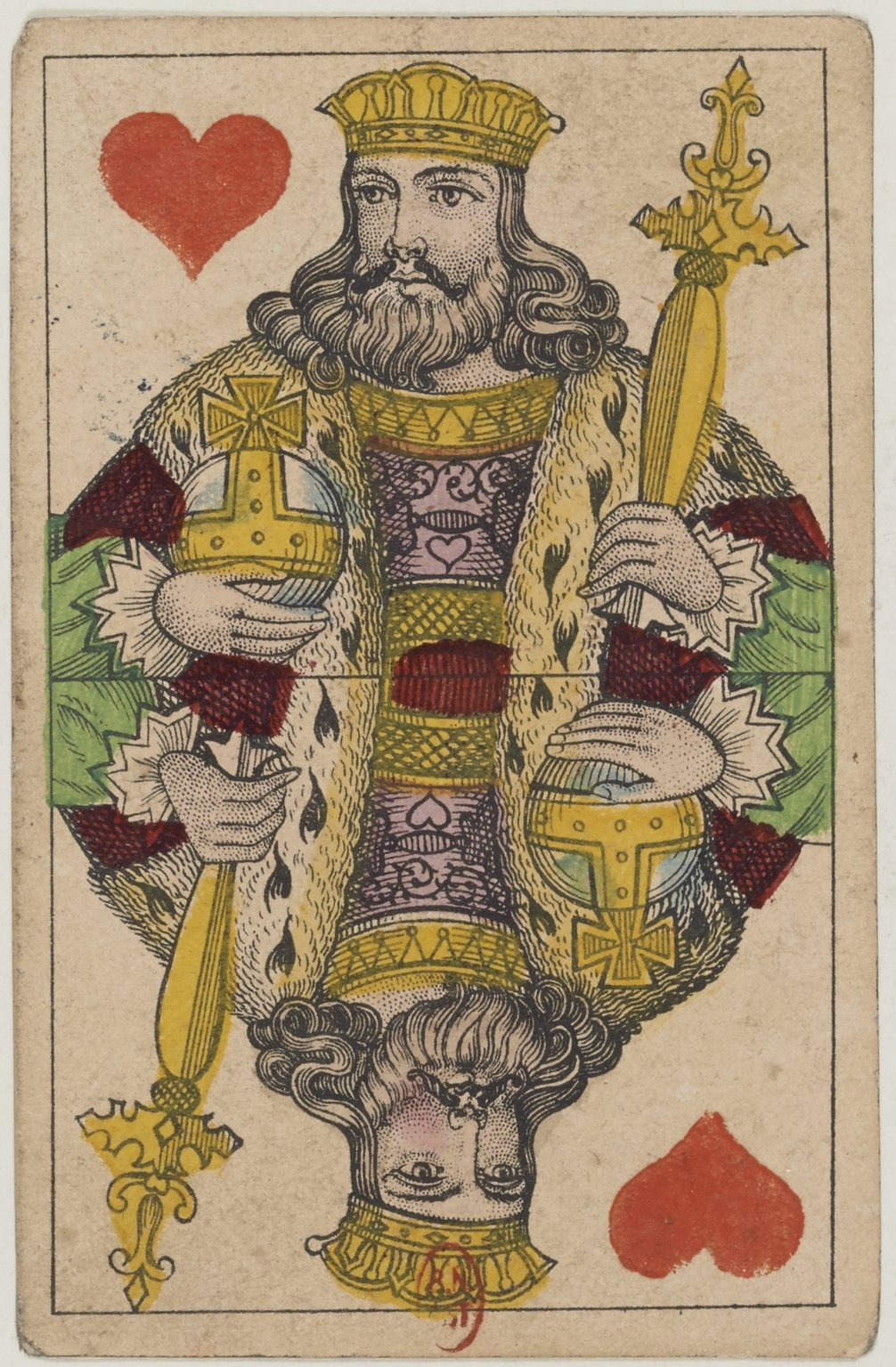
Za krále je ve hře „Bedrník“ 8 trestných bodů

### Bedrník
Červený král. Větší bere, 8 trestných bodů za „Bedrníka“. Červenou je možné vynést, až když začínající hráč nemá kartu jiné barvy. Někdy si hráč krále takzvaně „usuší“ a v posledních kolech ho získá ve štychu. I zde hra končí dříve, když někdo vezme Bedrníka.

### Kvarty
Čtveřice. První hráč vyloží kartu (nebo karty ze čtveřice) a ostatní dokládají do celkem (maximálně) čtyř karet v barvě směrem nahoru (pokud se vejdou až po eso). Po prvním vyložení už vyložené karty nemusí být čtyři (může vyložit např. svršek – král – eso). Karty přidávají jen ti hráči, kteří mají co doložit, obvykle v pořadí podle výše karet. Pokračuje hráč, který doložil nejvyšší kartu. Hra končí kolem, po kterém některý z hráčů již nemá žádné karty v ruce (nemusí být osm kol). Trestné body jsou jen za karty, které zůstanou hráčům v ruce. Je možné, že někteří hráči se vůbec nedostanou k tahu a hru skončí třeba s plnou rukou. Pro každého hráče, pokud se dostane jako první na tah, je výhodné nejdříve se zbavit nejvyšších karet – karet, nad které již nelze doložit (např. vyložení král+eso, nebo např. osmička, pokud již v barvě byly vyložené karty devět – svršek) a poté vykládat první a poslední karty ze čtveřice (např. sedmička – desítka). Někdy se hraje s omezením minimálního počtu karet v prvním kole, a to navíc pouze tehdy, když hráč nemůže vyložit karty takzvaně „do čtyř“.

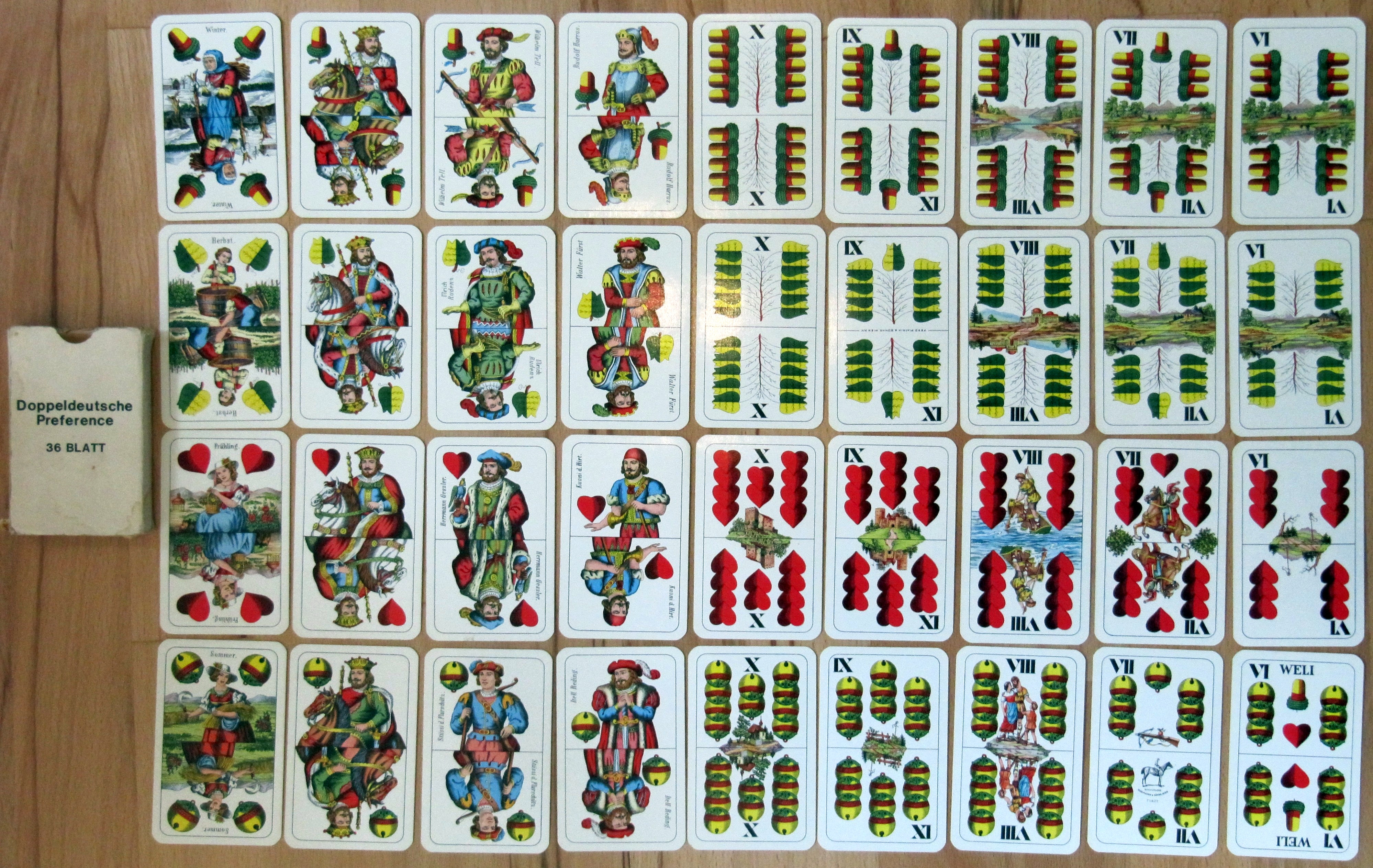
Dvouhlavé mariášové karty německého typu, rozložené po hře „Desítky“ (hypoteticky dohrané do konce), lze vykládat i zrcadlově

### Desítky
Karty se vykládají v barvách na stůl od prostředka (od desítek) ke krajům ve čtyřech řadách (po sedmičku a po eso). Každou řadu jednotlivých barev je možné začít pouze desítkou. Začínající hráč musí vyložit nejméně jednu desítku (jinak má „ťuk“). Každý další hráč na tahu po směru hodinových ručiček musí doložit minimálně jednu kartu nad nebo pod již vyložené karty (může i více karet), nebo vyložit alespoň jednu desítku do nové řady (může vyložit i novou desítku i přiložit kartu do jiné řady). Hráč na tahu, který nemůže vyložit žádnou kartu, ohlásí zřetelně „ťuk“ a zapisovatel mu zapíše čárku do tabulky. „Ťuky“ se na konci hry přičítají k trestným bodům za karty, které zůstaly hráčům v ruce. Hra končí, když se některý z hráčů zbaví všech karet v ruce (i tak může mít trestné body – za „ťuky“). Taktika ve hře umožňuje vykládat pomalu a "dusit" ostatní hráče, nebo si otevřít více cest k vlastním koncovým kartám, nebo se raději zbavit co nejvíce karet (v případě nebezpečí ukončení hry).

### Maturita
Maturita je hra, kterou si vybírá začínající hráč podle karet, které dostal do ruky, tak aby měl co největší šanci maturitu vyhrát (ze všech her kromě hry „Pr-po“). Začínající hráč nesmí získat ani jeden trestný bod (nebo „ťuk“), jinak hra okamžitě končí a počítá se mu všech osm trestných bodů a ostatním žádné, maturitu pak může opakovat. Na maturitu má hráč maximálně 3 pokusy (celkem 1+2 opakování), při třetí maturitě je možné hrát také hru „Pr-po“. Po úspěšné maturitě zahajuje další hráč v pořadí hrou „Červené“.